# Frank Bramley
Frank Bramley (Sibsey, 6 maggio 1857 – Chalford Hill, 9 agosto 1915) è stato un pittore inglese appartenente alla Scuola di Newlyn.

## Biografia
Bramley studiò alla Lincoln School of Art dal 1873 al 1878, proseguì i suoi studi all'accademia reale di belle arti di Anversa sotto l'insegnamento del pittore animalista e orientalista Charles Verlat, tra il 1879 e il 1882. In seguito stette, dal 1882 al 1884, a Venezia, per trasferirsi successivamente alla colonia di artisti della scuola di Newlyn, in Cornovaglia. Visse nella colonia fino al 1895, anno in cui si mosse verso Droitwich Spa.

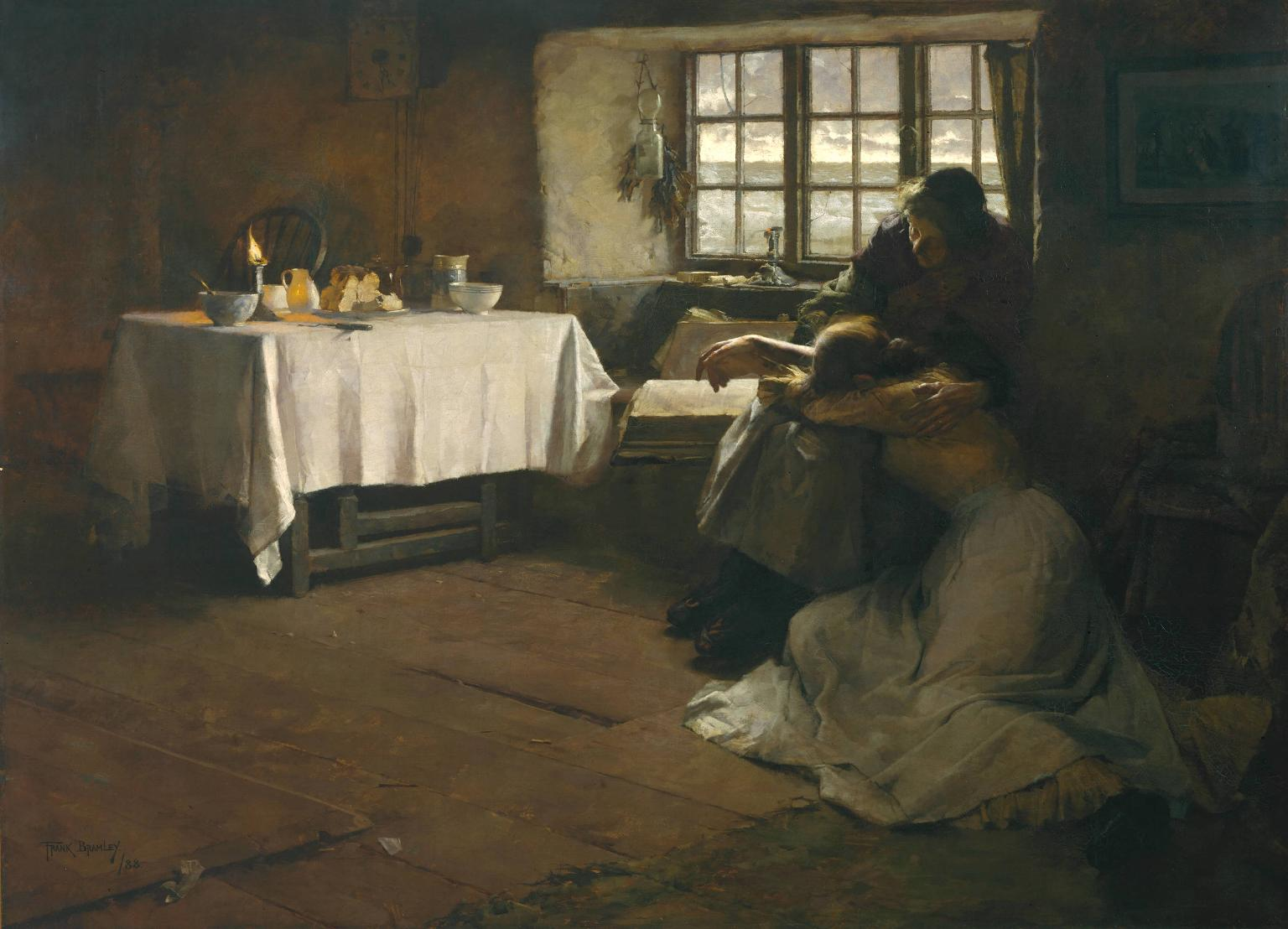
A Hopeless Dawn (Alba senza speranza) del 1888

Bramley lavorava alle sue opere combinando la luce naturale con la luce artificiale. Il suo quadro A Hopeless Dawn (Alba senza speranza) del 1888 è stato acquistato dalla Tate Gallery
Si sposò con l'artista Katherine Graham, nel 1891.

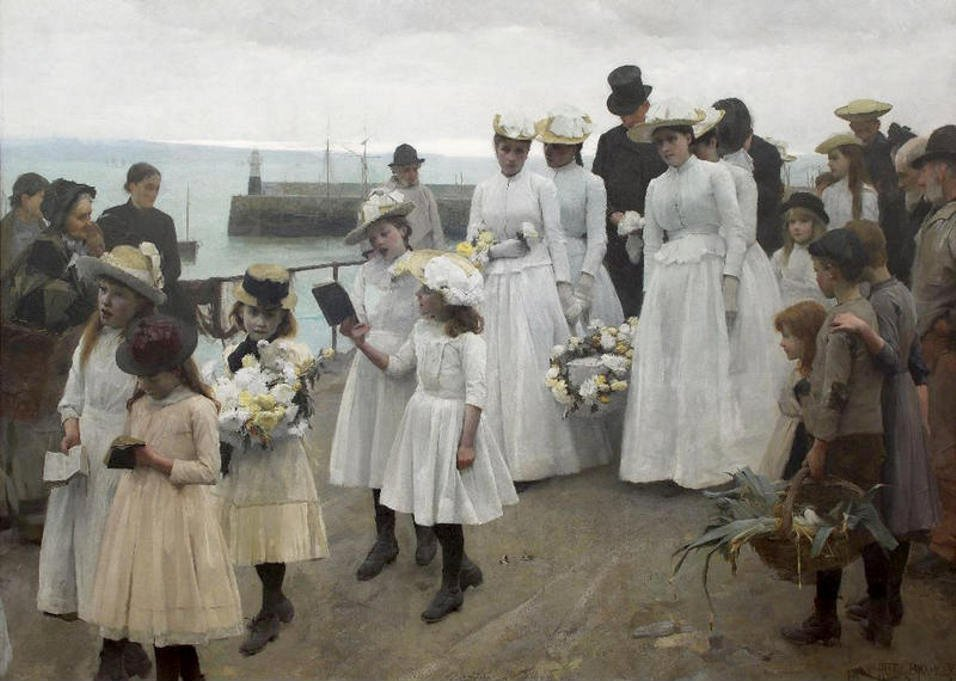
Kingdom Of Heaven (Regno del paradiso) del 1891